# Karin Blaser
Karin Blaser (* 27. Februar 1979 in Langenwang) ist eine ehemalige österreichische Skirennläuferin. Sie gewann drei Medaillen bei Juniorenweltmeisterschaften und 2004 die Europacup-Gesamtwertung. Im Weltcup war ihre beste Platzierung Rang fünf im Super-G in St. Anton 1999. Den Durchbruch zur Weltspitze schaffte sie, auch aufgrund zahlreicher Verletzungen, nie. Ihre Spezialdisziplinen waren Abfahrt und Super-G.

## Biografie
Blaser bestritt ihre ersten FIS-Rennen als 15-Jährige im Dezember 1994, bereits ein Jahr später fuhr sie im Europacup. Am 28. Dezember 1996 startete sie beim Slalom am Semmering zum ersten Mal bei einem Weltcuprennen, konnte sich aber nicht für den zweiten Durchgang qualifizieren. Ihren ersten großen Erfolg feierte sie bei den Juniorenweltmeisterschaften in Schladming 1997, wo sie die Silbermedaille in der Abfahrt und im Super-G gewann. In der darauffolgenden Saison 1997/98 erreichte sie ihre ersten Podestplätze im Europacup beendete die Saison als Dritte der Super-G-Wertung.
1998/99 war ihre erfolgreichste Saison. Sie erreichte ihr bestes Weltcupergebnis mit Platz 5 beim Super-G in St. Anton am 16. Jänner 1999, dazu kam noch ein neunter Rang beim Super-G in St. Moritz am 6. März 1999. Bei der einzigen Teilnahme an Alpinen Skiweltmeisterschaften in Vail am 5. Februar 1999 schied sie in der Kombination im zweiten Durchgang des Slaloms aus. In dieser Saison gewann sie auch ihre ersten Europacuprennen und schaffte Platz zwei in der Super-G-Wertung, obwohl sie laufend im Weltcup unterwegs war. Ihren größten Erfolg feierte sie am 14. März 1999 mit der Goldmedaille im Super-G bei den Juniorenweltmeisterschaften in Pra-Loup.
Die folgende Saison begann mit Rang elf beim Super-G in Lake Louise schon vielversprechend, doch dann verletzte sich Blaser und musste den Weltcupwinter vorzeitig beenden. In ihrer Comebacksaison konnte sie im Weltcup nicht mehr an ihre guten Ergebnisse anschließen, im Europacup gewann sie hingegen sogar ein Rennen und erreichte in der Super-G-Wertung Platz vier. 2001/02 wurde sie ebenfalls Vierte in der Super-G- sowie Abfahrtswertung. In der Saison 2003/04 konnte sie mit fünf Abfahrtssiegen im Europacup die Gesamtwertung sowie die Abfahrtswertung überlegen für sich entscheiden.
Am 15. Januar 2005 wurde sie in der Weltcup-Abfahrt in Cortina d’Ampezzo Elfte, doch kurz darauf verletzte sie sich erneut und fiel für die restliche Saison aus. Ihr Comeback feierte sie mit Platz zehn bei der Weltcup-Abfahrt in Lake Louise am 3. Dezember 2005. Ein paar Tage später stürzte sie bei der Abfahrt in Val-d’Isère und musste einige Wochen pausieren, danach bestritt sie nur noch Europacuprennen und erreichte Rang zehn in der Super-G-Wertung. Am 13. Dezember 2006 stürzte Blaser beim Super-G-Training in Zauchensee schwer, riss sich die Achillessehne und brach sich den Knöchel im rechten Fuß. Im Mai 2007 gab Blaser ihren Rücktritt vom Skirennsport bekannt, da sie die Belastungen in Zusammenhang mit den Vorbereitungen auf die Weltcupsaison nicht mehr auf sich nehmen wollte. Ihr letztes Rennen bestritt sie am 3. Dezember 2006 in Lake Louise mit Platz 30 im Super-G.
Blaser ist verheiratet und hat zwei Töchter. Seit April 2008 ist sie Trainerin im  Regionalen Leistungszentrum HS Langenwang. Von 1999 bis 2003 trainierte Blaser als Heeressportlerin im Heeressportzentrum des Österreichischen Bundesheers.

## Erfolge

### Weltcup
- 3 Platzierungen unter den besten zehn

### Europacup
- Saison 1997/98: 3. Super-G-Wertung
- Saison 1998/99: 2. Super-G-Wertung
- Saison 2000/01: 4. Super-G-Wertung
- Saison 2001/02: 6. Gesamtwertung, 4. Abfahrtswertung, 4. Super-G-Wertung
- Saison 2003/04: 1. Gesamtwertung, 1. Abfahrtswertung, 4. Super-G-Wertung
- 21 Podestplätze, davon 9 Siege:

| Datum             | Ort                   | Land       | Disziplin |
| ----------------- | --------------------- | ---------- | --------- |
| 6. Jänner 1999    | Megève                | Frankreich | Abfahrt   |
| 7. Jänner 1999    | Megève                | Frankreich | Super-G   |
| 22. Dezember 2000 | Les Orres             | Frankreich | Super-G   |
| 12. Februar 2002  | Sella Nevea           | Italien    | Super-G   |
| 18. Dezember 2003 | Ponte di Legno/Tonale | Italien    | Abfahrt   |
| 19. Dezember 2003 | Ponte di Legno/Tonale | Italien    | Abfahrt   |
| 7. Jänner 2004    | Tignes                | Frankreich | Abfahrt   |
| 8. Jänner 2004    | Tignes                | Frankreich | Abfahrt   |
| 21. Jänner 2004   | Innerkrems            | Österreich | Abfahrt   |

### Juniorenweltmeisterschaften
- Hoch-Ybrig 1996: 8. Slalom, 15. Abfahrt, 24. Super-G
- Schladming 1997: 2. Abfahrt, 2. Super-G, 8. Riesenslalom
- Megève 1998: 7. Abfahrt, 7. Super-G, 16. Slalom
- Pra-Loup/Le Sauze 1999: 1. Super-G

### Weitere Erfolge
- Österreichische Vizemeisterin im Super-G 1997
- Österreichische Juniorenmeisterin im Slalom 1997 und im Riesenslalom 1997 und 1999
- 6 Siege bei FIS-Rennen (3× Slalom, 2× Riesenslalom, 1× Super-G)